# Битва в Сент-Антуанском предместье
Битва, или бой в Сент-Антуанском предместье (фр. bataille ou combat du faubourg Saint-Antoine) — сражение у Сент-Антуанских ворот Парижа 2 июля 1652 года между королевскими войсками маршала Тюренна и армией Фронды во главе с принцем Конде.

## Кампания 1652 года во Франции
В ходе кампании 1652 года, известной, как «Шестимесячная война» (апрель — октябрь), Тюренну удалось спасти королевскую армию от полного разгрома, отбросив кавалерию Конде в Жьенском сражении. Планы испанцев по окружению Парижа сорвались, поскольку маршал Окенкур привёл в порядок свои разбитые части и перекрыл дорогу со стороны Орлеана, из которого в направлении столицы выступили испанские войска, союзники Фронды. Столкнувшись с препятствием, в Орлеан испанцы вернуться не могли, так как город перешёл на сторону короля.
Конде рассчитывал овладеть Парижем, предприняв стремительный бросок от берега Луары, но Тюренн немедленно устремился за ним следом, и в результате армия принцев оказалась под угрозой удара с двух сторон. Опасаясь быть уничтоженным Тюренном и Окенкуром, Конде укрылся в Этампе, надеясь дождаться подхода из Фландрии испанской армии эрцгерцога Леопольда. В случае осады испанцами Парижа принц собирался оттянуть на себя часть королевских войск.
Тюренн обложил Этамп, но сил для ведения осады было недостаточно, и маршал предполагал либо одолеть противника с помощью голодной блокады, либо заставить Конде выйти из города и принять бой. Его планам помешало вторжение во Францию герцога Карла IV Лотарингского с 10-тыс. войском. Герцог, владения которого были оккупированы французами, находился на положении кондотьера, которому принцы заплатили за помощь. Он заверял Мазарини, что не собирается помогать Фронде, но продвигался к Парижу, требуя снятия осады Этампа.
В случае соединения герцога Лотарингского и Конде Париж был бы для сторонников короля потерян, и, по словам Тюренна, ему оставалось бы только эскортировать двор в Лион. Наступил критический момент кампании, когда её исход решал выигрыш двух-трёх часов. Тюренн снял осаду Этампа и быстрым маршем двинулся через Корбей на Вильнёв-Сен-Жорж, где занял позицию Карл Лотарингский.
Конде также выступил из Этампа на Вильнёв, но Тюренн сумел его опередить, пройдя форсированным ночным маршем по правому берегу Сены, захватив мост, который лотарингцы навели для соединения с Конде, и заняв позицию перед лагерем герцога, которому предложил убраться из Франции. В расположение лотарингцев прибыл английский король, установивший связь со своим братом, герцогом Йоркским, сопровождавшим Тюренна. Мазарини предлагал Карлу крупную сумму за то, чтобы тот оставил сторону принцев.
По словам Тюренна, герцог Лотарингский занимал неплохую позицию, поскольку доступ к его лагерю был только по береговой равнине Сены, между лесом справа и рекой слева, и фронт был прикрыт шестью редутами. Проход был настолько узким, что герцог, кроме трёх линий кавалерии, имел ещё тысячу всадников в резерве. Пехота лотарингцев занимала редуты, а 500 мушкетёров располагались в лесу. Королевская армия имела 15 более сильных эскадронов, и на 1500 пехотинцев больше; тем не менее, позиция герцога была удобной для обороны, если бы Карл не опасался одновременной атаки с фронта, через лес и по мосту Вильнёв-Сен-Жоржа. Подписав соглашение с Тюренном, Карл Лотарингский покинул пределы Франции.

## Манёвры под Парижем
Этампская армия показалась на другом берегу Сены, когда Тюренн уже занял лотарингский лагерь. Конде развернулся и через Бри двинулся на Париж, 17 июня он прибыл в Бур-ла-Рен и встал лагерем между Сен-Клу и Сюреном. Парижане отказались впустить его в город, где продолжались беспорядки и кровавые стычки фрондёров с лоялистами. Контролируя переправу в Сен-Клу, принц мог уйти от преследования по любому берегу Сены.
Королевская армия провела два дня в Вильнёве, после чего двинулась в Ланьи, где перешла реку и расположилась у Доммартена, чтобы воспрепятствовать предполагаемому продвижению испанского корпуса из Фландрии к Парижу долиной Уазы.
20 июня Конде направил 800 кавалеристов занять Пуасси, чтобы облегчить соединение с испанцами. 27 июня двор покинул Мелён и перебрался через Ланьи в Сен-Дени, куда маршал Лаферте привёл три тысячи человек и корабли из Понтуаза для наведения моста у Эпине, через остров Сен-Дени. Конде с несколькими эскадронами и двумя-тремя сотнями мушкетёров безуспешно пытался помешать сооружению переправы. Перейдя с частью войск на правый берег Сены, Ла-Ферте создал угрозу окружения армии принца, и Конде был вынужден ночью скрытно перейти реку и отступить на восток за Шарантон, чтобы снова прикрыться водной преградой на выступе, образованном слиянием Сены и Марны.

Итак, Принц двинул свои войска с наступлением темноты 1 июля 1652 г., чтобы прибыть в Шарантон прежде, чем туда могли бы войти войска короля. Силы Принца проследовали по Кур-Ла-Рен-Мер и вдоль внешних укреплений Парижа от ворот Сент-Оноре до ворот Сент-Антуан, чтобы оттуда направиться по шарантонской дороге. Он не захотел обратиться за разрешением на пропуск их через город, опасаясь, что ему не удастся его получить и что отказ, при сложившихся обстоятельствах, может быть сочтен признаком дурного состояния его дел; опасался он и того, как бы его войска, если бы такое разрешение все же было получено, не разбрелись по всему городу, и что, в случае нужды, он не сможет заставить их из него выйти.— Ларошфуко. Мемуары, с. 137
Быстро пройдя Булонский лес, армия вышла к воротам Сент-Оноре, а затем шла в обход города до ворот Сен-Дени. В авангарде двигался граф де Таванн, в центре герцог Немурский, а в арьергарде шёл принц.
Получив из Парижа известия, что армия принцев обходит город за Монмартром, двигаясь между ним и предместьем Сен-Мартен, Мазарини приказал Тюренну выступать. Тот направил приказ Лаферте подвезти артиллерию, но маршал мог подойти только через пять-шесть часов. Тюренн, не дожидаясь его, развернул войска в боевой порядок на равнине между Сен-Дени и Парижем, выдвинув вперёд несколько эскадронов, которые сбили арьергард Конде с высот Сен-Дени.
Конде больше не надеялся уйти от преследования и решил обороняться в Сент-Антуанском предместье, воспользовавшись баррикадами, сооружёнными горожанами на случай отражения лотарингской атаки. Авангард принца уже продвинулся к Шарантону, но по тревоге прекратил марш и занял оборонительную позицию, соединившись с арьергардными частями.

## Сражение

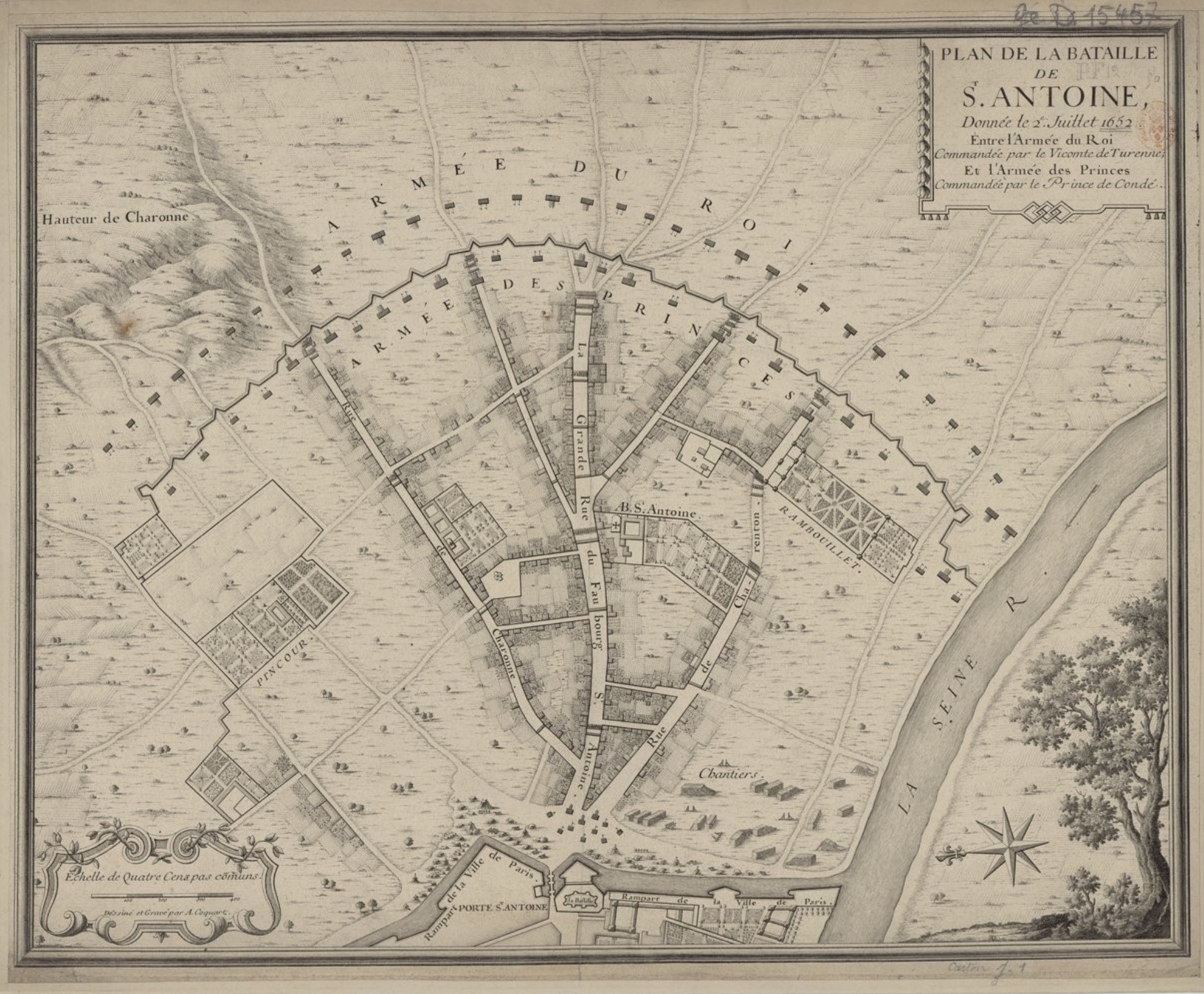
План сражения

Тюренну для штурма требовалась артиллерия, но под давлением влиятельных придворных он был вынужден наступать имеющимися силами. Сент-Антуанское предместье было разделено тремя главными улицами, расходившимися в виде птичьей лапки: Шарантонской, Сент-Антуанской и Шароннской. Сходились эти улицы на большой площади перед самыми воротами столицы, где находилась крепость Бастилия с мощной артиллерией. В самом предместье радиальные улицы соединялись несколькими параллельными коммуникациями.
Конде разместил отряды в крупных зданиях и за несколькими линиями баррикад. Герцог Немурский оборонял Шарантонскую улицу, де Валлон главную, а де Таванн Шароннскую. Сам Конде с Ларошфуко и отборным отрядом находился в резерве.

### Первый штурм
В семь часов утра 2 июля сражение началось. Король и двор заняли наблюдательную позицию на Шароннском холме. Тюренн наступал в центре, по левой улице шёл маркиз де Навай, по правой маркиз де Сен-Мегрен, подполковник жандармов и шеволежеров королевы. Вместе с ним шли маркиз Рамбуйе и 17-летний Паоло Манчини, любимый племянник кардинала и надежда семьи.
Стремительной атакой Сен-Мегрен прорвал баррикады Таванна, но мушкетёры, засевшие в домах, остановили наступление противника частым огнём. На узких средневековых улицах балконы домов с обеих сторон почти сходились друг с другом, что позволяло вести огонь с удобных позиций, а атакующим приходилось очищать от противника здания этаж за этажом, что придало сражению чрезвычайно упорный характер.
Нетерпеливый Сен-Мегрен предпринял атаку кавалерией, прорвавшись со своими жандармами и шеволежерами до самых городских ворот, где стоял резерв Конде, Ворвавшись на площадь, конница была встречена залпами, Сен-Мегрен, Рамбуйе и Манчини смертельно ранены, а их люди в беспорядке бросились назад, смяв свою же пехоту, чем воспользовались недобитые солдаты Конде, возобновившие обстрел из окон домов. В полном расстройстве и с большими потерями королевские части были отброшены назад за баррикады.
На левом участке маркиз де Навай повторил ошибку Сен-Мегрена. Начав атаку с 1600 пехотинцами при поддержке кавалерии, он быстро преодолел баррикаду, после чего пехота овладела одним из домов, фланкировавших улицу. Затем Навай направил полк дю Плесси-Пралена в обход садовой стены дома, чтобы овладеть соседним зданием и выйти на улицу с другой стороны, нанеся удар с тыла по противнику. Конде с резервом пришёл на помощь своим людям, отбросил Навая вдоль набережной к баррикадам, но стрелки, размещённые в зданиях, расстроили его порядки огнём, и королевские части провели контратаку, оттеснив принца назад к площади.
Не дожидаясь, пока подтянется пехота, Навай бросил вперёд кавалерию, но она была остановлена плотным огнём, врезалась в пехотные порядки, и в результате войска откатились назад, едва удержавшись на первой линии баррикад благодаря подходу вспомогательного полка Тюренна.
Сам маршал наступал в центре и достиг баррикады перед Сент-Антуанским аббатством. После жестокого боя он прорвал эту линию обороны, а командовавшие там Валлон и Кленшан были ранены и вышли из боя. Конде приказал Таванну вернуть позицию, но Тюренн после упорного боя отбросил его части. Конде стянул все силы, заняв стрелками позиции у дворцовых оград и решёток домов. Командующие с пистолетами в руках сами вели своих людей в атаки и контратаки. В ходе ожесточённого боя Тюренну удалось потеснить принца, но последним усилием Конде смог вернуть позицию и вторично отбросить королевские войска за баррикады.

### Второй штурм

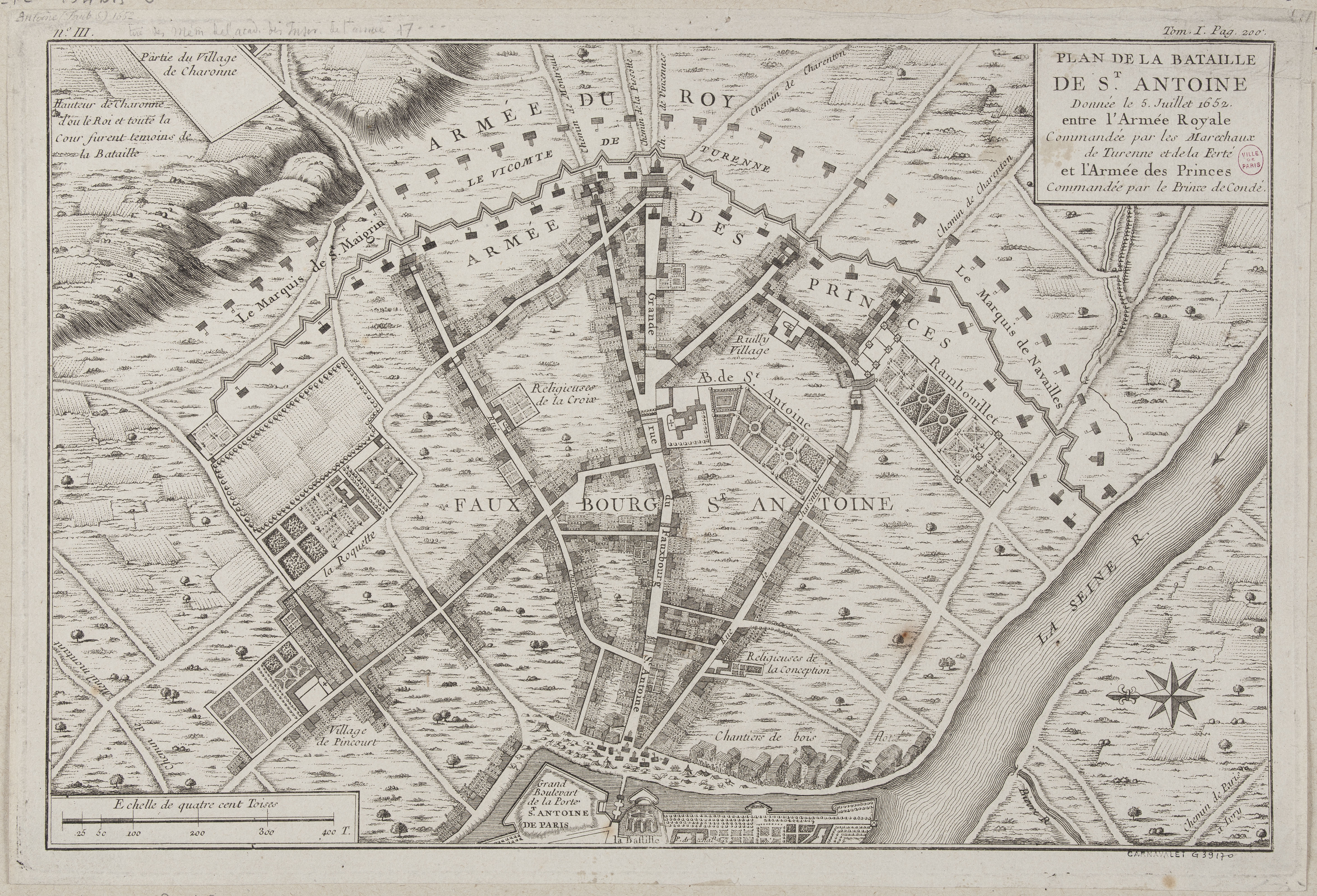
План сражения

Наступил полдень, стороны понесли крупные потери, из строя выбыла половина личного состава, но к королевским войскам подошли подкрепления и долгожданная артиллерия. Немного отдохнув и перегруппировавшись, маршал снова повёл людей в атаку, после чего в предместье развернулось сражение, ещё более яростное, чем прежде. Конде лично возглавил оборону на Сент-Антуанской баррикаде. Тюренн усилил левый фланг несколькими полками, приказав Наваю отбросить герцога Немурского на Шарантонской улице, а затем повернуть в поперечный проход и выйти принцу в тыл.
Немур начал отступать под натиском превосходящих сил, тогда Конде направил ему на помощь резерв Ларошфуко, что позволило остановить противника и контратаковать. Герцог де Бофор вышел из Парижа с отрядом ополчения и присоединился к Ларошфуко и Немуру, но маркиз де Навай занял упорную оборону, встретив фрондёров мушкетным огнём из окон, и нанеся им значительные потери, в результате чего солдаты отказались двигаться дальше.
Отборный отряд знати спешился и несколько раз с большими потерями атаковал баррикаду Навая. Под пулями полегли принц Тарентский, господа де Монморанси, Фламарен, Экар, Кастр, Гито, Ларош-Жиффар, Боссю, Ламот-Гийон, Берсенн и многие другие. Ларошфуко, Бофор, Немур и юный принц де Марсийяк с остатком людей прорвались к самой баррикаде, когда принц, бросивший оборону у Сент-Антуанского монастыря, наконец, пришёл к ним на помощь. К этому времени в Немура попало 13 пуль, Ларошфуко лежал без сознания с пробитой головой, на руках своего сына, и один Бофор продолжал отчаянно сражаться. Конде прикрыл отход сильно поредевших частей к Сент-Антуанским воротам.
Расположив орудия маршала Лаферте на трёх улицах, Тюренн в упор расстреливал выбитого из домов противника, отогнав остатки армии Конде к площади перед воротами, где они, сбившись в кучу, ожидали неминуемой смерти. От гибели принца спасло вмешательство Великой Мадемуазели, сторонники которой взяли под контроль Бастилию, обрушив на королевские войска огонь крепостной артиллерии, и позволив принцу укрыться в городе.

Между тем грохот пушек Бастилии породил в уме кардинала Мазарини два весьма различных предположения, ибо сначала он решил, что Париж выступил против Принца и что теперь он восторжествует и над этим городом и над своим врагом, но, обнаружив, что, напротив, стреляют по королевским войскам, направил маршалам Франции приказы отвести армию и вернуться в Сен-Дени. Этот день может быть сочтен одним из славнейших во всей жизни Принца. Никогда победа не зависела в большей мере от его личной доблести и образа действий. Можно сказать, что никогда столь знатные лица не вели в бой столь малочисленные войска и что войска никогда не были так верны своему долгу.— Ларошфуко. Мемуары, с. 140

## Окончание кампании
Чрезвычайно жестокое и кровопролитное сражение ничего не решило, поскольку Конде в последний момент чудом удалось ускользнуть. Обосновавшись в Париже, он вместе с принцами и Парламентом попытался создать нечто вроде Временного правительства во главе с Гастоном Орлеанским, претендовавшим на пост главного наместника королевства, а сам намеревался стать при нём «генералиссимусом». 4 июля в Париже состоялось общее собрание, закончившееся очередным побоищем, в котором погибло 300 человек, и пожаром.
Тем временем 20-тыс. испанская армия двинулась из Фландрии на Париж. Наступил второй критический момент кампании, так как у Тюренна не было сил, чтобы остановить это вторжение. Маршалу путём искусных манёвров и действия на вражеских коммуникациях удалось не допустить соединения сил противников, пока агенты Мазарини вели в столице подрывную работу против Фронды. Тюренн смог удержаться к югу от города в Вильнёве, а в октябре перешёл на северо-восток, в Санлис. Тем временем сторонники двора добились успеха в столице, жители которой были недовольны Конде и его испанскими солдатами. В сентябре парижские сторонники мира устроили демонстрацию перед Пале-Роялем, нацепив на шляпы белые ленты, и Конде уже не решился их разогнать.
13 октября принц, лишившийся поддержки населения, покинул город и отправился во Фландрию, где поступил на испанскую службу, а неделю спустя Людовик XIV с войсками Тюренна торжественно вступил в столицу.

## Комментарии
1. ↑  Окончательно соглашение было подписано 15 июня в Мелёне (Articles du traité accordé entre le duc de Lorraine et le cardinal Mazarin pour retirer son armée d’avec celle de Son
Altesse Royale. — P.: Jean Brunet, 1652, in-4; Le veritable traité et articles de paix accordés entre le roi et le duc Charles de Lorraine dans la ville de Melun lé 15 juin 1652. — P.: Salomon de La Fosse, 1652, in-4)
2. ↑  Умер от ран 13 июля. Поскольку гражданская война сопровождалась войной памфлетов, фрондёры выпустили в связи с его смертью целую серию, лучшими из которой были «Явление кардиналу Мазарини в Буйоне тени его племянника Манчини, вернувшейся из преисподней, дабы его как следует увещевать, и её встреча с Сен-Мегреном на том свете» (Apparition au cardinal Mazarin dans Bouillon de l’ombre de son neveu Manchiny, retourné des enfers pour l’exhorter à bien faire, et sa rencontre avec Saint-Mégrin en’lautre monde. S. l. n. d.) и «Настоятельные внушения и мольбы Манчини к его дяде кардиналу Мазарини, о необходимости поспешить убираться вон из Франции, представляющие ему погибель, которая суждена его персоне после великих потерь, понесенных в битве в Сент-Антуанском предместье, где тот был сражен в бою за него смертельным ударом» (Instantes remontrances et prières de Mancini au cardinal Mazarin, son oncle, sur la nécessité qui le presse de partir hors de France, lui représentant les périls auxquels sa personne reste exposée après les grandes pertes qu’il a faites à la bataille du faubourg Saint-Antoine, où il fut frappé pour lui d’un coup mortel. S. l. n. d., in-4)
3. ↑  Сам маршал де Навай в мемуарах объясняет, что был вынужден использовать кавалерию, поскольку пехота была малочисленной, и не хватало боеприпасов. По его словам, неудачная кавалерийская атака была предпринята по настоянию барона д’Экленвильера, «который командовал кавалерией королевской армии» (Mémoires du duc de Navailles et de La Valette, p. 89).
4. ↑  Пуля ударила его в лицо ниже переносицы. По словам Ларошфуко, «его рана была такова, что оба глаза у него почти вывалились наружу» (Ларошфуко. Мемуары, с. 140)
5. ↑  По выражению Жана-Кристиана Птифиса: «Такой ценой принц Конде стал безусловным хозяином в парижском осином гнезде, Бруссель был избран купеческим прево, а Месье провозглашен генеральным наместником королевства» (Petitfils J.-Ch. Louis XIV: Les fureurs condéennes)